# Sant Joan Baptista de Vallclara
L'església de Sant Joan Baptista de Vallclara és situada municipi de Vallclara (Conca de Barberà), essent protegida com a bé cultural d'interès local.

## Història
La primera referència documental és dels anys 1279 i 1280, quan consta que el rector de Vallclara satisfeu la dècima papal.
A la construcció (1804-1814) es reutilitzaren carreus de l'antiga església romànica. Al Museu de Vic hi ha una antiga lipsanoteca de fusta procedent d'aquesta antiga església, que formava part del seu mobiliari litúrgic.
El dia 3 de setembre de l'any 1814 es procedi a la benedicció de l'església nova pel rector Bernat Rabascall. El preu de l'obra va ser de 7.500 lliures. Es costeja amb les aportacions dels veïns de Vallclara que s'autoinposa voluntàriament un quinzè de les collites. El Mestre d'obres fou Francesc d'Asis Nadal i Roig (l'Espluga de Francolí 1774-?). El 1862 s'acabà el rataule de l'Església nova, fou el seu autor Feliu Ferrer i Guasch (1817 Benicarló - 1884 Móra d'Ebre), els veïns ho paguen amb dos quartans de blat per casa anuals.

## Descripció
L'església és d'estil barroc, amb planta de creu llatina, absis d'estructura senzilla i cor als peus.
El campanar, també sense ornamentacions, presenta obertures de mig punt per a les campanes i el rellotge.
A la façana hi ha una portada amb dues pilastres i capitell jònic, que sostenen un dintell sobri en decoració. Al damunt d'aquest es veu una fornícula buida coronada per un frontó triangular i, a sobre encara, hi ha una finestra circular. Un frontó triangular amb un ull (més petit que l'anterior) remata l'estructura.
Les columnes que sostenen la coberta de la nau central són de grans proporcions.
A l'interior hi destaca l'altar major neoclàssic (1862), restaurat el 1962, junt amb el medalló en baix relleu que representa a Sant Joan predicant al Jordà, el Banquet d'Herodes i Salomé (situat al mur esquerre del presbiteri) i la lipsanoteca de fusta conservada al Museu Episcopal de Vic.